# Политическая система Островов Кука
Острова Кука имеют уникальный конституционный и международный статус. С одной стороны, с Новой Зеландией они имеют общего главу государства (Её Величество Королева Новой Зеландии), единое новозеландское гражданство, во многом зависят от помощи своего бывшего колониального администратора, с другой стороны, Острова Кука самостоятельны в решении внутренних вопросов, а их парламент обладает правом внести поправки или даже отменить разделы Конституционного акта Островов Кука 1964 года или саму Конституцию Островов Кука.
Сэр Питер Куиллиам, в прошлом председатель Верховного суда Островов Кука и старший судья Верховного суда Новой Зеландии, описывал конституционное положение островов Кука следующим образом:
«Конституционные отношения между Новой Зеландией и Островами Кука можно обозначить как отношения ассоциированных государств. Полными и исключительными законодательными правами во всех вопросах, согласно Конституции, наделён парламент Островов Кука… Одним словом, Острова Кука — суверенное государство с полным внутренним самоуправлением.»

## Конституция
Основополагающим документом, как и во многих других странах, является писаная Конституция, принятая 4 августа 1965 году и устанавливающая монархическую форму правления с Вестминстерской системой парламентаризма, схожую с той, которая действует в Новой Зеландии.
Исключительным правом принимать и отменять законы Островов Кука, а также вносить в них поправки (в том числе, и в Конституцию), наделён парламент Островов Кука (порядок этой процедуры прописан в Конституции Островов Кука). Со дня принятия Конституции Островов Кука право новозеландского парламента принимать законы для территории было значительно ограничено: он мог принять какой-либо закон, касавшийся Островов Кука, только по требованию и с согласия парламента Островов Кука. После принятия 5 июня 1981 года парламентом Островов Кука Акта о конституционной поправке № 9 новозеландский парламент вообще был лишён права издания законов для Островов Кука, даже по требованию и с согласия парламента Островов Кука.
С 4 августа 1965 года и по 10 сентября 2003 года в Конституцию Островов Кука было внесено 27 поправок, и они продолжают вноситься. Большинство из них не носит существенный характер. Например, в Акте о конституционной поправке № 9 речь идёт о переименовании должности премьера в премьер-министра и законодательной ассамблеи в парламент, а в Акте о конституционной поправке № 10 от 6 апреля 1982 года — о переименовании должности верховного комиссара (англ. High Commissioner) в представителя королевы (англ. Queen's Representative).

## Законодательная власть
Статья 27 Конституции Островов Кука учреждает парламент Островов Кука, состоящий из 24 депутатов (до 2003 года — 25 депутатов), избранных на всеобщем тайном голосовании. Парламент наделён законотворческими правами, то есть правом издавать законы, известные как акты парламента (статья 39 (1)), которые приобретают силу закона только после утверждения их представителем королевы (статья 44 (1)).
Согласно Конституции законотворческие права парламента включают в себя отмену, модификацию, внесение поправки, расширение любого закона, действующего на территории Островов Кука (статья 39 (3)).
Для внесения поправки в Конституцию необходимо:
1. поддержка в размере 2/3 голосов всех депутатов парламента (включая вакантные места) как на окончательном голосовании, так и на голосовании, предшествующем окончательному голосованию;
2. промежуток в 90 суток между днём, в который было принято окончательное решение о внесении поправки в Конституцию, и днём, когда было предшествующее голосование (статья 41 (1)).

В разделы 2—6 Конституционного акта Островов Кука 1964 года и статьи 2 и 41 Конституции Островов Кука могут быть внесены поправки, только в случае их одобрения 2/3 голосов избирателей, которые обладают правом голоса на выборах членов парламента Островов Кука (статья 42 (2)). Так как парламент Островов Кука может вносить поправки в действующую Конституцию и даже прекращать действие вышеуказанных разделов Конституционного акта и статей Конституции, Острова Кука могут в любой момент разорвать отношения с Новой Зеландией в виде свободной ассоциации.

## Исполнительная власть
Согласно статье 2 Конституции Островов Кука главой Островов Кука является Её Величество Королева Великобритании в лице Новой Зеландии. Само выражение «в лице Новой Зеландии» подразумевает конституционную концепцию Королевства Новой Зеландии, которое включает в себя Новую Зеландию, Острова Кука, Ниуэ, Токелау и Территорию Росса. В Конституции, принятой 4 августа 1965 года, было прописано, что королева Великобритании представлена верховным комиссаром Островов Кука, который также являлся представителем новозеландского правительства на Островах.
После принятия Акта о конституционной поправке № 10 от 6 апреля 1982 года должность верховного комиссара была переименована в должность представителя королевы. В отличие от верховного комиссара, который назначался генерал-губернатором Новой Зеландии после консультаций с правительством Островов Кука, представитель королевы напрямую назначается королевой согласно рекомендациям премьер-министра Островов Кука и занимает должность в течение 3 лет, хотя этот срок может быть продлён. В результате после внесения поправки в Конституцию парламент Островов Кука получил полную независимость от Новой Зеландии в решении вопросов внутренней и внешней политики.
В статье 5 (1) Конституции Островов Кука чётко прописано, что представитель королевы должен действовать согласно рекомендациям Кабинета министров Островов Кука, премьер-министра или отдельного министра. Основными функциями представителя королевы являются представительство британской королевы на островах, придание актам парламента силы закона, получение верительных грамот.
Конституция Островов Кука предусматривает создание совета, состоящего из 14 арики, назначаемых представителем королевы. Согласно статьям 8 и 9 его деятельность ограничена совещательными функциями.
Согласно статье 12 Конституции Островов Кука исполнительная власть территории сосредоточена в руках Её Величества Королевы в лице Новой Зеландии. При этом исполнительная власть может осуществляться от лица королевы представителем королевы напрямую или через государственных служащих, подчинённых представителю королевы.
Статья 13 предусматривает создание Кабинета министров, состоящего из премьер-министра и не менее чем из 6 и не более чем 8 министров (в 1965 году — не менее 3 и не более 5 министров). Кабинет министров выполняет общее руководство и контроль за исполнительной властью Островов Кука и коллективно ответственен перед парламентом.
Премьер-министр назначается представителем королевы из числа депутатов парламента, кандидатура которого была поддержана другими парламентариями или который, по мнению представителя королевы, получит поддержку в парламенте (статья 13 (2)). Другие министры также назначаются представителем королевы по рекомендации премьер-министра.
Статьи 22—25 предусматривает создание исполнительного совета, состоящего из представителя королевы и членов Кабинета министров. Исполнительный совет рассматривает решения Кабинета министров.

## Судебная власть
Статьёй 47 (1) Конституции Островов Кука учреждается Верховный суд Островов Кука, являющийся высшей судебной инстанцией Островов Кука. Верховный суд состоит из трёх отделов: отдел по гражданским делам, отдел по уголовным делам, отдел по земельным вопросам.
Верховный судья Верховного суда Островов Кука назначается представителем королевы по рекомендации исполнительного совета и представлению премьер-министра. Остальные судьи Верховного суда также назначаются представителем королевы, но по рекомендации исполнительного совета и представлению верховного судьи и министра юстиции (статья 52).
До 1982 года главным апелляционным судом Островов Кука был апелляционный суд Новой Зеландии, позднее был учреждён апелляционный суд Островов Кука, решения которого уже не могут быть отменены решением апелляционного суда Новой Зеландии.

## Традиционные организации
Традиционными организациями Островов Кука являются совет арики (англ. House of Ariki) и коуту-нуи (англ. Koutu Nui), выполняющие совещательную функции в вопросах общественной жизни.
Совет арики состоит из традиционных лидеров Островов Кука и предоставляет консультации парламенту страны. Его одной из основных функций является рассмотрение вопросов, связанных с благополучием населения Островов Кука. Однако в действительности роль этого органа очень мала, и он выполняет всего лишь совещательную функцию (при этом его рекомендации часто игнорируются парламентом Островов Кука).
Коуту-нуи был создан в 1972 году и представляет собой собрание кавана, матаиапо и рангатира (вождей, следующих, за верховными вождями). Его функцией является предоставление рекомендаций парламенту страны в вопросах обычаев и традиций.

## Отношения с Новой Зеландией
Во время сессии Генеральной Ассамблеи ООН в августе 1965 года новозеландский представитель видел будущие взаимоотношения с Островами Кука следующим образом:
«Из-за существования тесных связей с Новой Зеландией жители Островов Кука на данном этапе решили воспользоваться своим правом на самоуправления, или независимость, называйте это как хотите, не в виде отдельного, суверенного государства, а они выбрали такую форму полного самоуправления в свободной ассоциации с Новой Зеландии, при которой смогут в любой момент в будущем, если они того пожелают, объявить страну полностью независимой или выбрать такой статус для своей родины, который будет более всего практичен, посредством принятия одностороннего акта, который не сможет аннулировать новозеландский парламент. Это право определено статьёй 41 Конституции Островов Кука….»
Этот статус не предполагает создание суверенного независимого государства с юридической точки зрения, так как граждане Островов Кука остаются гражданами Новой Зеландии, а Новая Зеландия ответственна за внешнюю политику и оборону (причём действия в этих сферах в обязательном порядке должны согласовываться с правительством самоуправляющейся территории). Однако Острова Кука, находясь в свободной ассоциации, обладают правом на самоопределение.
В июне 2001 года премьер-министры двух стран подписали Общую столетнюю декларацию принципов взаимоотношений между Новой Зеландией и Островами Кука, в которой излагалось следующее:
1. Все вопросы, касающиеся двух стран, должны решаться на совместной и консультативной основе.
2. Жители Островов Кука сохраняют гражданство Новой Зеландии при условии уважения и поддержки фундаментальных ценностей, на которых базируется институт гражданства.
3. Советниками Её Величества Королевы Великобритании по вопросам Островов Кука являются исключительно министры Островов Кука.
4. В своей внешнеполитической деятельности Острова Кука выступают в качестве суверенного и независимого государства.
5. Правительство Островов Кука обладает правом самостоятельно заключать международные договоры и подписывать международные соглашения с правительствами других стран, с региональными и международными организациями.
6. Официальные отношения между сторонами, подписавшими уставные документы, регулируются Венской конвенцией о дипломатических сношениях 1961 года и Венской конвенцией о консульских сношениях 1963 года.
7. Каждая из сторон, подписавшая декларацию, признаёт права другой стороны в соответствии со своими национальными интересами устанавливать дипломатические отношения с третьими государствами.
8. Правительство Островов Кука полностью компетентно в вопросах обороны и безопасности. Поэтому в секции 5 Конституционного акта Островов Кука 1964 года идёт речь не об ограничении государственности Островов Кука, а лишь о содействии Новой Зеландии в этой сфере.